# Мартинес Куарта, Лукас
Лу́кас Марти́нес Куа́рта (исп. Lucas Martínez Quarta; род. 10 мая 1996, Мар-дель-Плата, Буэнос-Айрес) — аргентинский футболист, полузащитник клуба «Ривер Плейт» и сборной Аргентины.

## Клубная карьера
Мартинес — воспитанник клуба «Ривер Плейт». 21 ноября 2016 года в матче против «Ньюэллс Олд Бойз» он дебютировал в аргентинской Примере. 22 июня 2017 года в поединке против «Альдосиви» он забил свой первый гол за «Ривер Плейт». В составе клуба  он дважды выиграл Кубок Аргентины. В 2018 году завоевал с «Ривером» Суперкубок Аргентины и Кубок Либертадорес. В 2020 году Мартинес перешёл в итальянскую «Фиорентину», подписав контракт на 5 лет. Сумма трансфера составила 6 млн. евро. 25 октября в матче против «Удинезе» он дебютировал в итальянской Серии A. 7 марта 2021 года в поединке против «Пармы» Лукас забил свой первый гол за «Фиорентину».

## Международная карьера
6 сентября 2019 года в товарищеском матче против сборной Чили Мартинес дебютировал за сборную Аргентины.
В 2021 году Мартинес стал завоевал Кубок Америки. На турнире он сыграл в матче против команды Чили.

## Достижения
Клубные
 «Ривер Плейт»
- Обладатель Кубка Аргентины (3): 2015/16, 2016/17, 2018/19
- Обладатель Суперкубка Аргентины (1): 2018
- Обладатель Кубка Либертадорес (1): 2018
- Финалист Кубка Либертадорес (1): 2019

Международные
 Аргентина
- Обладатель Кубка Америки (2): 2021, 2024